# Ständeversammlung
Ständeversammlung bezeichnet eine Versammlung oder ein Parlament, das nach Ständen gegliedert ist.

## Beispiele
- im Mittelalter die Landtage, Tagungen der Landstände
- in Baden, siehe Badische Ständeversammlung
- in Bayern, siehe Bayerische Ständeversammlung
- in Dänemark, siehe Provinzialstände (Dänemark)
- in Finnland, siehe Landtag von Porvoo
- in Frankreich, siehe Generalstände
- in Hessen, siehe 
  - Kurhessische Ständeversammlung
  - Landstände des Großherzogtums Hessen
- in Nassau, siehe Landstände des Herzogtums Nassau
- in den Niederlanden, siehe Dordrechter Ständeversammlung
- in Niedersachsen, siehe Ständeversammlung des Königreichs Hannover, heute: Landschaften und Landschaftsverbände in Niedersachsen
- in Polen, siehe Sejm (Ständeversammlung seit dem 12. Jahrhundert)
- in Preußen, siehe Provinziallandtag (Preußen)
- in Rußland, siehe Semstwo (Landschaftsvertretung in Rußland ab 1864)
- in Sachsen, siehe Sächsische Landstände (bis 1831) und Sächsischer Landtag (1831–1918)
- in Sachsen-Altenburg, siehe Landschaft des Herzogtums Sachsen-Altenburg
- in Schleswig und Holstein, siehe Schleswigsche Ständeversammlung, Landschaft (Herzogtum Schleswig), Holsteinische Ständeversammlung
- in Schottland, siehe Parliament of Scotland
- in Schweden, siehe Schwedischer Ständereichstag
- in Spanien und Portugal, siehe Cortes (Ständeversammlung)
- in Württemberg, siehe Württembergische Landstände
- im Großherzogtum Frankfurt bestand von 1810 bis 1813 die Ständeversammlung des Großherzogtums Frankfurt, die jedoch nicht nach Ständen gegliedert war.